# Cosimo Tura

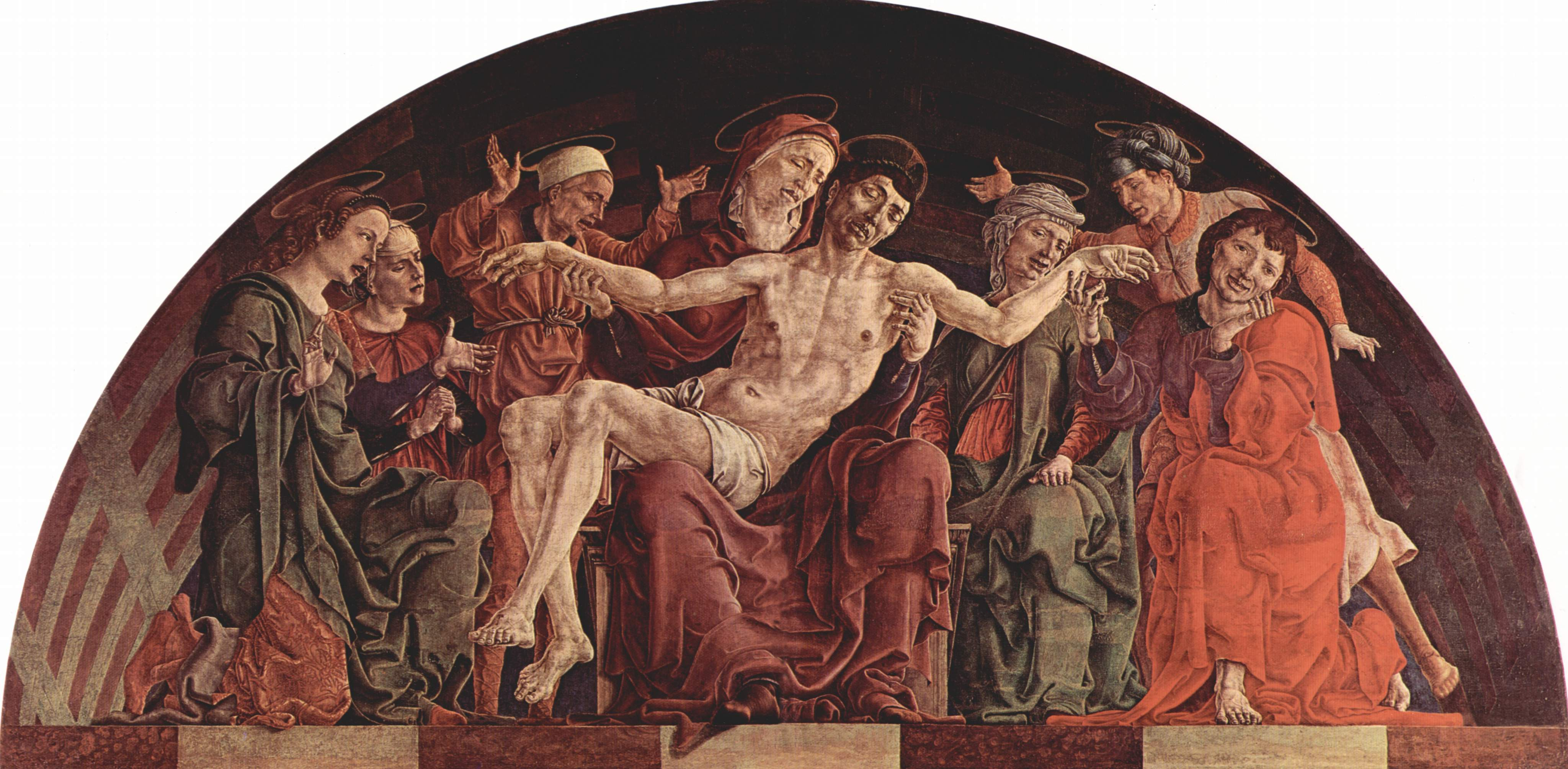
Cosimo Tura: Pieta (Louvre, Paříž)

Cosimo Tura (italská výslovnost: [koˈzmɛ tˈtuːra]; asi 1430 Ferrara – 1495 Ferrara), zvaný též Il Cosmè nebo Cosmè Tura, byl italský raně renesanční malíř, považovaný za zakladatele ferrarské malířské školy. Jeho učitelem byl padovský malíř Francesco Squarcione, vliv na jeho styl měli rovněž Mantegna a Piero della Francesca. 

## Život
V roce 1458 byl Tura podle záznamů činný ve Studiolu paláce Belfiore, kde pokračoval v práci Maccagnina a pravděpodobně také přemaloval některá z jeho děl (např. Terpsichoru dnes v Muzeu Poldi Pezzoli v Miláně a Calliope v Národní galerii v Londýně).
K roku 1460 dostával Tura pravidelné stipendium od dvora. Mezi jeho známé žáky patří Francesco del Cossa a Francesco Bianchi.
V následujících letech pracoval na freskách, například v kapli Francesca Sacratiho v kostele San Domenico (1467) a na cyklu Příběhy Panny Marie v tzv. „Rozkošném sídle“ Belriguardo (v letech 1469–1472) pro Borsa d’Este. Tyto malby jsou dnes ztracené, ale známe je ze zachovaných pramenů.